# Mansförtryck och kvinnovälde
Mansförtryck och kvinnovälde är en bok om jämställdhet som gavs ut 2007 av debattören Pär Ström utgiven av Den Nya Välfärden. Boken tar upp jämställdhetsfrågor ur ett manligt perspektiv och framför flera mycket kritiska synpunkter mot vad Ström uppfattar som de rådande feministiska ståndpunkterna i Sverige. Boken vill bland annat visa kvinnors överläge när det gäller barn, manshat i samhället, kvinnorabatt på straff, kvinnlig härskarteknik, kvinnors våld mot män och feministisk vinkling i media.

## Mottagande
Mansförtryck och kvinnovälde ifrågasatte den feministiska världsåskådningen i grunden och uppmärksammades både i tv och i dagspressen. Boken har fått både ros och ris. Kritiken har bland annat fokuserat på boken för att den bestrider könsmaktsordningen, det vill säga den feministiska tesen att kvinnor är strukturellt underordnade män. Ström menar att bägge könen drabbas av könsrollerna, men på olika sätt.
Boken kritiserades både för de framförda ståndpunkterna men även för vad som uppfattades som dåligt underbyggda påståenden och onödigt konfronterande uttrycksform.
I boken finns 14 "jag anklagar"-meningar där feminismen anklagas men även beslutsfattarna i den akademiska världen, regeringen och media eftersom Pär Ström menar att dessa duperats av feminismen.
| ”                                    | Jag anklagar feminismen för att bedriva könskrig syftande till att främja den egna gruppen (alltså kvinnorna) under den falska förespeglingen att främja jämställdhet | „ |
| – Den andra "jag anklagar"-meningen. | |   |